# Johnny Strange

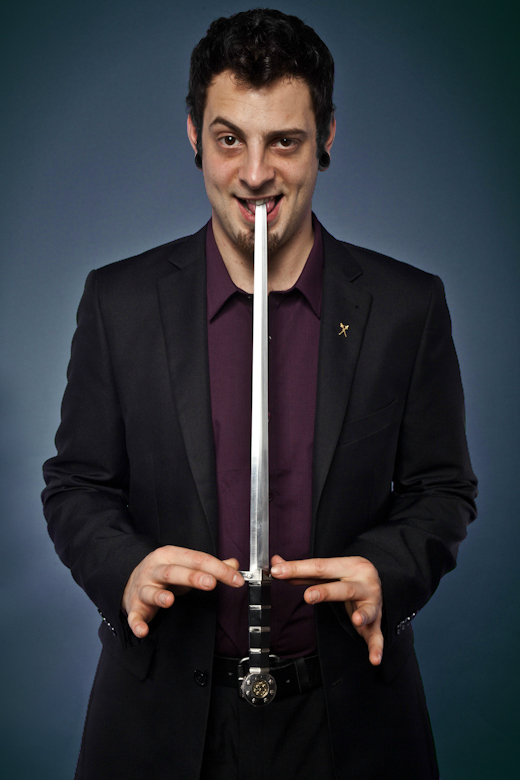
Johnny Strange (2013)

Johnny Strange (* 6. Dezember 1988 in Lancashire) ist ein englischer Freak-Show-Künstler. Er hält zahlreiche Rekorde im Guinness-Buch der Rekorde. Zu seinen spektakulärsten Stunts gehören das Ziehen eines Kleinflugzeugs nur mit seinen gepiercten Ohren und das Zerschneiden in Rekordzeit von im Mund gehaltenen Äpfeln mit einer Kettensäge.

## Karriere

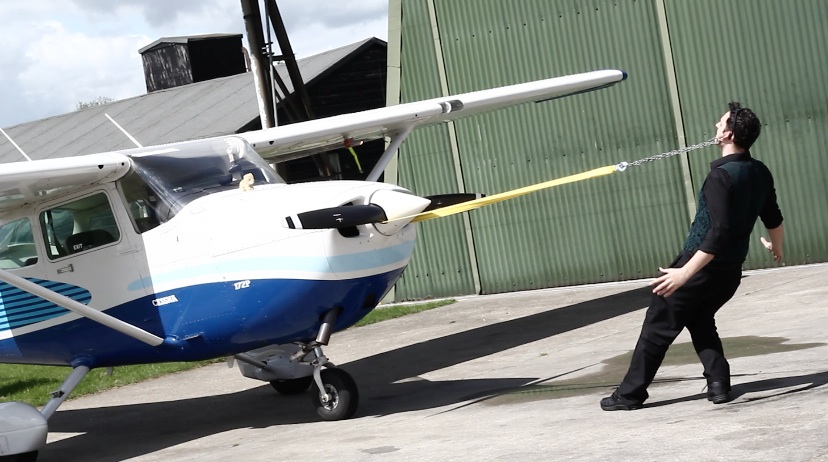
Johnny Strange beim Ziehen einer Cessna mit seinen gepiercten Ohren (2014)

Strange begann im Alter von zehn Jahren in Blackburn mit dem Jonglieren von Bällen, dann von Kegeln, Messern und brennenden Kerzen, später auch mit Kettensägen. Außerdem übte er sich bereits früh als Entfesselungskünstler nach seinem Vorbild Houdini. Er startete seine Karriere mit 21 Jahren mit Auftritten bei Hochzeiten, Festivals und Wohltätigkeitsveranstaltungen. Seine erste Variété-Show „Johnny Strange’s Theatre of Wonders“ kreierte er 2012, in der er mit anderen Freak-Show-Künstlern auftrat. 
Schlagartig bekannt wurde er 2013, als er ein 14,9 kg schweres Bierfass mit einem Stahlseil anhob, das an seinen gepiercten Ohren befestigt war. Das brachte ihm den Spitznamen „Der Mann mit den Ohren aus Stahl“ und einen Eintrag in das Guinness-Buch der Rekorde ein. Im folgenden Jahr toppte er seinen Rekord und zog mit seinen gelöcherten Ohren eine 677,8 kg wiegende Cessna 172-P über 20,4 Meter auf dem North Weald Airfield in Essex. Dafür musste er die Ohren vorher absichtlich wiederholt verletzen, um genügend Narbengewebe zu bilden, damit sie nicht zerreißen. Das brachte ihm einen weiteren Guinness-Eintrag, diesmal in der Kategorie „Schwerstes Fahrzeug mit gepiercten Ohren ziehen“, ein.
Ebenfalls 2013 wurde er Rekordhalter in der Kategorie „Die meisten im Mund gehaltenen Äpfel mit einer Kettensäge in einer Minute zertrennen“, was die International Business Times als „einer der irresten und wundervollsten Guinness-Rekorde, die jemals gebrochen wurden“ bezeichnete. Daraufhin bereiste er 25 Länder weltweit, um seine Kunststücke vorzuführen oder Motivationsreden zu halten.
Zu den seiner Meinung nach gefährlichsten Aktionen gehörte sein 2016 aufgestellter Rekord, das Schwert mit der längsten Klinge (über 60 cm)  zu schlucken. Er musste dafür lange trainieren, um seinen Körper an die absolute Belastungsgrenze zu bringen. Kurz vor dem Wettbewerb aß er noch eine riesige Portion von dem Mittagessen seiner Oma, um den Magen möglichst tief zu halten. Noch im selben Jahr schluckte er in drei Minuten 16-mal ein Schwert mit einer Klingenlänge von 53 cm und erzielte damit einen weiteren Rekord-Eintrag. 
Im Jahr 2017 brach er den Rekord „Die meisten Äpfel im Mund einer anderen Person in einer Minute mit der Kettensäge zerteilen“, als er in 60 Sekunden zwölf Äpfel im Mund seiner Assistentin zersägte. Weitere erzielte Rekorde umfassen u. a. die Kategorien „Die meisten Eier mit einer Peitsche in einer Minute zertrennen“, „Die meisten Wassermelonen auf dem Bauch einer Person mit einem Schwert zerspalten“ oder „In der schnellsten Zeit 16 Betonklötze auf einer Person zerschlagen“, jeweils ohne die Person dabei zu verletzen. Sein erstes Buch mit dem Titel Unusual as usual mit bizarren Geschichten über historische Zirkus-, Sideshow- und Freakshow-Darsteller veröffentlichte er 2023.